# Raimund Hepp

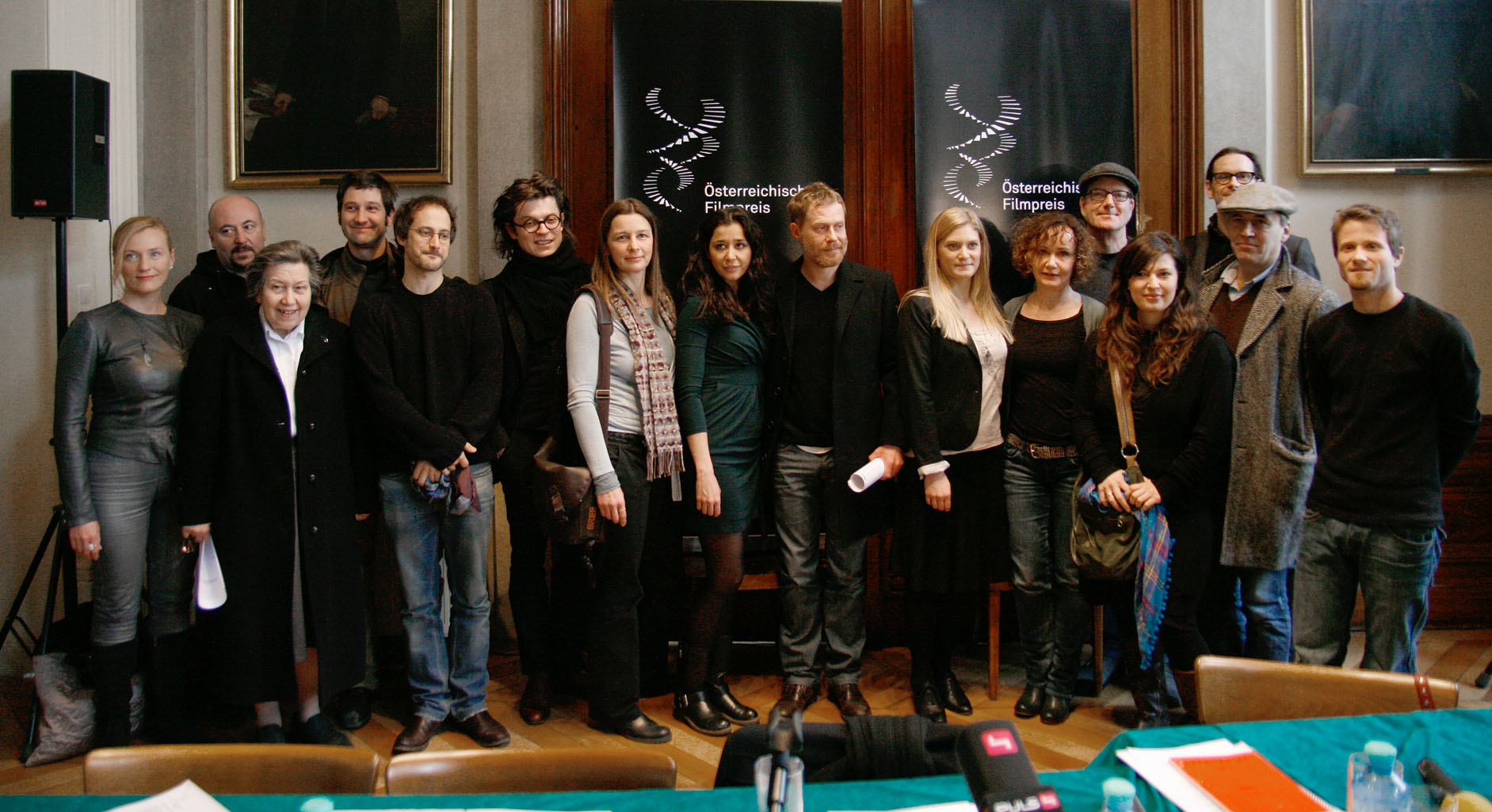
Nominierte während einer Pressekonferenz zum Österreichischen Filmpreis 2011, darunter Raimund Hepp (rechts)

Raimund Hepp (* in Vorarlberg)  ist ein österreichischer Komponist für Filmmusik.

## Leben
Raimund Hepp wuchs in Vorarlberg auf. Er lernte bereits in jungen Jahren Klavier zu spielen und wechselte in seiner Jugend zum Bass. Daneben spielte er in zahlreichen Funk-, Jazz- und Rockbands.

## Filmografie (Auswahl)
- 2010: Der Atem des Himmels
- 2014: Landkrimi – Alles Fleisch ist Gras
- 2018: Erik & Erika

## Auszeichnungen
- Österreichischer Filmpreis 2011 – Nominierung für die beste Musik für Der Atem des Himmels